# تقرير سكوت
تقرير سكوت (تقرير التحقيق في تصدير معدات الدفاع والسلع ذات الاستخدام المزدوج إلى العراق والمحاكمات ذات الصلة) كان تحقيقًا قضائيًا تم تكليفه في عام 1992 بعد ظهور تقارير عن مبيعات أسلحة مقيدة سابقًا إلى العراق في الثمانينيات من قبل شركات بريطانية. أجرى التقرير السير ريتشارد سكوت، قاضي محكمة الاستئناف آنذاك. تم نشره في عام 1996. تم تصنيف الكثير من التقرير على أنه سري.

## خلفية
في أواخر الثمانينيات من القرن الماضي، كانت شركة ماتريكس تشرشل، وهي شركة بريطانية (كوفنتري) لتصنيع أدوات الآلات ذات الجودة الفضائية الجوية والتي اشترتها الحكومة العراقية، تقوم بتصدير الآلات المستخدمة في تصنيع الأسلحة إلى العراق. وفقًا للهيئة الدولية للطاقة الذرية، فإن المنتجات التي تم العثور عليها لاحقًا في العراق كانت من بين أعلى جودة من نوعها في العالم. كانت آلات «مزدوجة الاستخدام» يمكن استخدامها لتصنيع قطع الأسلحة. تخضع هذه الصادرات لرقابة الحكومة، وكان لدى ماتريكس تشرشل التصاريح الحكومية المناسبة، بعد تخفيف القيود المفروضة على الصادرات عام 1988. لكن هذا التخفيف لم يتم الإعلان عنه للبرلمان. عندما سئل في البرلمان عما إذا كان قد تم تخفيف الضوابط، أجاب وزير الدولة للتجارة والصناعة بشكل غير صحيح بأنهم لم يفعلوا ذلك.
تم الاتصال بماتريكس تشرشل من قبل الجمارك والضرائب الملكية البريطانية، للاشتباه في تصدير مكونات أسلحة إلى العراق دون إذن. وعلى الرغم من حصولها على هذا الإذن، إلا أن الحكومة رفضته، وفقًا لسياستها المعلنة مؤخرًا في هذا الشأن. حوكم مديرو ماتريكس تشرشل في عام 1991 من قبل الجمارك والمكوس لخرقهم ضوابط التصدير.
لم تسر المحاكمة على ما يرام بالنسبة للحكومة. أبطل قاضي المحكمة استخدام الحكومة لشهادات حصانة المصلحة العامة التي تهدف إلى قمع بعض الأدلة الهامة (بدعوى الأمن القومي). طلبت المحكمة من الحكومة تسليم هذه المواد للدفاع. انهارت المحاكمة عندما اعترف الوزير السابق آلان كلارك بأنها كانت «اقتصادية مع الواقع» ردا على أسئلة برلمانية بشأن ما يعرفه عن تراخيص التصدير إلى العراق.

## تقرير
ربما يمثل تقرير سكوت الدراسة الأكثر شمولاً التي تم إنتاجها حتى ذلك التاريخ للمسؤولية الفردية للوزراء أمام البرلمان. يعلق سكوت على صعوبة استخراج المستندات المطلوبة من الإدارات (حوالي 130 ألفًا منها إجمالاً) وأشار إلى أن الجمارك والضرائب لم تتمكن من معرفة سياسة التصدير لوزارة الدفاع، وأن التقارير الاستخباراتية لم يتم تمريرها لمن يحتاج إلى معرفتها. وعلقت ذي إيكونوميست بالقول إن «السير ريتشارد كشف عن آلة حكومية مفرطة السرية، ومليئة بالعجز، وزلقة من الحقيقة، ومستعدة لتضليل البرلمان».

ووصف التقرير طبيعة الحكومة بأنها:
حدد سكوت ثلاثة مجالات رئيسية للقلق الديمقراطي. أولاً، كان قانون الاستيراد والتصدير والسلطات الجمركية (الدفاع) لعام 1939 بمثابة قانون طوارئ تم إقراره عند اندلاع الحرب العالمية الثانية. سمح للحكومة بإصدار لوائح لم تكن خاضعة لقرار من قبل البرلمان، طوال فترة الطوارئ، مما جعل تصدير سلع معينة إلى دول معينة جريمة جنائية. في حين كان ينبغي أن يكون القانون قد انقضى في عام 1945، إلا أنه ظل ساري المفعول. تم تعديله في عام 1990 ليصبح جزءًا من قانون مراقبة الاستيراد والتصدير لعام 1990.
المجال الثاني هو فشل المساءلة الوزارية. لقد فشلت الحكومة في التمسك بالمبدأ القائل بأنه «لكل عمل يقوم به خادم ولي العهد، يكون الوزير مسؤولاً أمام البرلمان».
المجال الثالث هو مجال شهادات حصانة المصلحة العامة، التي صدرت أثناء محاكمة ماتريكس تشرشل. ونتيجة لهذه الشهادات، كان الرجال الأبرياء معرضين لخطر إرسالهم إلى السجن، لأن الحكومة لم تسمح لمحامي الدفاع بالاطلاع على المستندات التي من شأنها تبرئة موكليهم. في حين أن بعض هذه الوثائق تحتوي على مواد استخباراتية يحتمل أن تكون حساسة، كان العديد منها مجرد اتصالات داخلية. وقال تقرير سكوت إن القصد من الشهادات كان حماية الوزراء وموظفي الخدمة المدنية الذين كتبوا الاتصالات، وليس المصلحة العامة.
يقول سكوت:

## النشر
اعتبر الكثيرون أن نشر التقرير هو الحضيض للوزارة الكبرى الثانية. قبل نشر التقرير، أتيحت الفرصة لأولئك الوزراء الذين تعرضوا للانتقاد للتعليق وطلب المراجعات. تم نشر التقرير المؤلف من 1806 صفحة في الساعة 3:30 مساءً مع حزمة صحفية. وتضمنت الأخيرة بعض المقتطفات الإيجابية نسبيًا من التقرير، معروضة كما لو كانت تمثل التقرير بأكمله. بالنظر إلى الصحافة المؤيدة للحكومة إلى حد كبير في ذلك الوقت، أثبت هذا فعاليته في تعطيل تحليل واسع النطاق في وسائل الإعلام.
كان لا بد من مناقشة التقرير في البرلمان. تم منح الوزراء الذين انتقدوا في التقرير وصولاً متقدمًا إلى التقرير وتم إطلاعهم بشكل مكثف على كيفية الدفاع عن أنفسهم ضد انتقادات التقرير. في المقابل، وفقًا لعضو البرلمان العمالي الكبير روبن كوك، مُنحت المعارضة ساعتين فقط لقراءة أكثر من مليون كلمة، تم خلالها الإشراف عليهم ومنعهم من نسخ التقرير. أخيرًا، صرح رئيس الوزراء، جون ميجر، أن التصويت «ضد» الحكومة سيكون في الواقع تصويتًا بحجب الثقة، مما يضمن عدم تصويت النواب المحافظين ضدها، في حين أن التصويت «لصالح» كان تصويتًا يُبرئ حكومة أي مخالفة. عمل روبن كوك مع فريق من الباحثين لفحص التقرير، وقدم «ما كان يعتبر أداء شجاعًا» في مناقشته إجمالاً. ومع ذلك، فازت الحكومة بأصوات 320-319.